# 슈타르크 효과
슈타르크 효과(Stark effect)는 물리학 용어로, 외부 전기장에 의해 원자나 분자의 방출 스펙트럼 선이 움직이거나 여러 개로 갈라지는 효과이다. (외부 자기장에 의한 효과는 제이만 효과라고 한다.) 슈타르크 효과는 독일의 요하네스 슈타르크가 발견하였다. 슈타르크는 부분적으로 이 공로로 인해 1919년 노벨 물리학상을 수상하였다.
슈타르크 효과에 의해서 선이 움직이는 양을 슈타르크 이동, 선이 갈라진 정도를 슈타르크 분리라고 한다. 전기장이 약할 경우, 슈타르크 효과는 섭동 이론으로 다룰 수 있다. 이에 따라, 전기장의 세기에 따라 1차 슈타르크 효과(전기장에 비례하는 항), 2차 슈타르크 효과(전기장의 제곱에 비례하는 항) 등으로 나눌 수 있다.
슈타르크 효과는 스펙트럼 선이 압력에 의해, 전하를 띤 입자들에 의해 넓어지는 현상과 관계가 있는데, 이를 슈타르크 넓어짐(Stark broadening)이라고 한다.

## 같이 보기
- 제이만 효과